# Cá sạo bạc

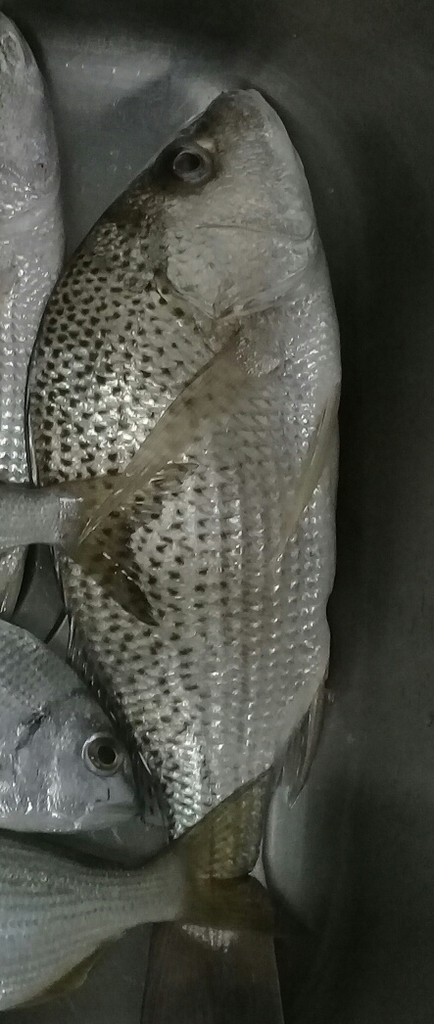
Tại chợ cá ở Abu Dhabi

Cá sạo bạc, tên khoa học Pomadasys argenteus, là một loài cá vây tia trong họ Haemulidae. Loài này phân bố rộng khắp Ấn Độ Dương-Thái Bình Dương.